# SummerJoy 2007
SummerJoy 2007 è una raccolta contenente 14 tracce, alcune delle quali sono riproposte in versione karaoke; la raccolta è stata pubblicata il 15 ottobre 2007.

## Tracce
1. Erilien – I'm Not Your Toy (feat. Diana Winter, Damiano Ruggeri e Fabio Balestrieri) – 3:26
2. Evalio – Start With You (feat. Damiano Ruggeri e Fabio Balestrieri) – 3:58
3. Luiso Ferraro – Vortice del ritmo (feat. Giuseppe Di Nardo) – 3:37
4. Fonosix – Da quando sei arrivata tu (feat. Massimo Genocchio) – 3:36
5. Sambae – Copacabana (feat. Andrea Zurawski e Marcos Siqueira) – 4:33
6. Noemi Baiocchi – Bello ma scemo (feat. Francesco Palmieri) – 3:15
7. Vincenzo De Masi – Ho lasciato il ca – 3:50
8. Erilien – This Is Your Time (feat. Giorgio Vanni e Max Longhi) – 3:50
9. Tony Dallara – La mia sexy – 3:04
10. Fonosix – Non so cosa darei (feat. Massimo Genocchio e Maurizio Voiglio) – 3:16
11. Tony Dallara – Niente lacrime – 3:50
12. Vincenzo De Masi – Vale la pena – 4:11
13. Evalio – Every Dream at Night (feat. Diana Winter e Vladi Tosetto) – 3:02
14. Erilien – Emergency (feat. Diana Winter, Damiano Ruggeri e Fabio Balestrieri) – 3:05
15. I'm Not Your Toy (versione karaoke) – 3:26
16. Start With You (versione karaoke) – 3:58
17. Vortice del ritmo (versione karaoke) – 3:37
18. Da quando sei arrivata tu (versione karaoke) – 3:36
19. Bello ma scemo (versione karaoke) – 3:15
20. This Is Your Time (versione karaoke) – 3:50
21. La mia sexy (versione karaoke) – 3:05
22. Every Dream at Night (versione karaoke) – 3:01

Durata totale: 78:21